# Archytas aberrans
Archytas aberrans är en tvåvingeart som beskrevs av Giglio-tos 1893. Archytas aberrans ingår i släktet Archytas och familjen parasitflugor. Inga underarter finns listade i Catalogue of Life.